# Alexandre Civico
Œuvres principales
- La Terre sous les ongles
- Atmore, Alabama

Alexandre Civico, né le 15 juin 1971, est un écrivain français.

## Biographie
Alexandre Civico est membre du collectif Inculte.

## Œuvres

### Fiction
- La Terre sous les ongles, Rivages, 2015, 86 p.  (ISBN 978-2-7436-2951-9)Prix du Zorba 2015[1]
- La Peau, l’Écorce, Rivages, 2017, 102 p.  (ISBN 978-2-7436-3859-7)
- Atmore, Alabama, Actes Sud, coll. « Actes noirs », 2019, 144 p.  (ISBN 978-2-330-12549-3)Réédition, Actes Sud, coll. « Babel noir » no 257, 2021, 160 p. (ISBN 978-2-330-15485-1)
- Dolorès ou le ventre des chiens, Actes Sud, 2024

### Non-fiction
- Comment glander au bureau en passant pour un pro, et autres techniques de survie en entreprise, Générales First, 2009, 227 p.  (ISBN 978-2-7540-1540-0)Écrit avec Guy Solenn.